# Пистон (игрушка)
Писто́н — устройство для имитации звука выстрела в игрушечном оружии.
Во Франции пиротехническая игрушка, бумажный пистон — Аморс (Аморсы, фр. Amorces).

## История названия
Первоначально «пистонами» (от фр. piston — «поршень») назывался клапан в медных духовых инструментах и колпачок с ударным составом, который надевался на затравочный стержень старинного пистонного оружия (пистолета, ружья и так далее). При нажатии на спуск ударом курка пистон разрывался и воспламенял заряд пороха, и происходил выстрел или осечка, позже получил название капсюль боевых и других патронов. По аналогии позже так стали звать похожие устройства и в детском оружии.

## Использование пистонов
Пистолеты, револьверы, ружья под пистоны могут быть сделаны как из металла, так и из пластика. Они, как правило, повторяют образцы настоящего оружия по внешнему виду («Макаров», «Вальтер», «Люгер», «Наган», «Беретта», «Браунинг», «Кольт», «Смит-энд-Весон», ТТ и др.). Если пистоны надлежащего качества, то оружие с ними считается полностью безопасной игрушкой: заряд вещества — минимальный, сработать все пистоны в упаковке не могут, потому что для этого необходимо ударное действие бойка.

## Состав пистонов
В пистоны могут применяться различные взрывчатые вещества. Когда-то популярными были такие смеси:
- 39 частей бертолетовой соли, 39 частей окиси свинца, 19 частей красного фосфора, 3 доли смолы;
- 75 частей бертолетовой соли, сурьмы 15 частей, красного фосфора 8 долей, декстрина 2 доли.

Кроме того, существовали и пистоны домашнего приготовления, сделанные из смеси, очищенной с головок обычных спичек, которая наклеивалась на бумажные полоски силикатным клеем.

## Виды пистонов
Существует большое разнообразие пистонов. Первые пистоны представляли собой облатки с двух склеенных бумажных кружочков, между которыми помещалась взрывчатое вещество. Сейчас пистоны выпускаются как в виде бумажных лент с взрывной смесью, так в виде колец, на 5-8 выстрелов, которые вставляются в барабан игрушечного револьвера. Существуют также пистоны для игрушечных ружей, имитирующие охотничьи. Они имеют форму шариков и вставляются в игрушечные патроны, имитируя капсюль.